# Электроаппарат (завод, Ростов-на-Дону)
Электроаппарат — некогда крупное оборонное предприятие, выпускавшее электронное и радиорелейное оборудование гражданского и военного назначения.
Завод располагался на территории в 27,5 гектар, по адресу: город Ростов-на-Дону, проспект Михаила Нагибина, 40. Рядом находится одноимённый сквер «Электроаппарат». Количество сотрудников на начало 2000-х годов — 1200 человек.

## История
Дата основания завода — 1955 год.
Салказанов Георгий Николаевич, История отечественного радио. Радиопромышленность южных регионов СССР: «Основанный в начале 50-х как завод оборонной промышленности «Электроаппарат» именовался первоначально «Ростовский завод «Электроаппарат». Затем стал ПО «Электроаппарат». С 1993 г. по 2004 г. именовался ФГУП «Электроаппарат». С 2004 г. реорганизован в ОАО «Электроаппарат». Многопрофильное предприятие электронной промышленности, которое производило оборонную продукцию. Но одновременно являлся и крупным производителем магнитофонов и магнитофонов-приставок марки «Орбита» различных модификаций. Завод производил также усилители для домашних радиокомплексов марки «Орбита», музыкальные центры «Орбита», антенные приставки «Дон», цветомузыкальные установки «Ростов-Дон»».
Предположительно, завод выпускал следующую военную продукцию: телефонные и телеграфные аппараты, оборудование проводной связи и уплотнения, кроссово-коммутационное оборудование, аппаратура передачи данных; телетайпы и технику факсимильной связи; системы и средства радио, радиорелейной, тропосферной, космической, КШМ войск связи. (похоже, это общие категории в базе данных)
Также есть сведения о том, что завод выпускал гражданскую звуковоспроизводящую аппаратуру под марками: «Ростов-Дон», «Орбита» …
Юридическое лицо ОАО «Электроаппарат» было ликвидировано 15 июня 2018 года.
На месте бывшего завода «Электроаппарат» в районе ТРЦ «Горизонт» в скором времени могут появиться жилые многоэтажки. Об этом в ходе заседания совета по инвестициям сообщил градоначальник Ростова-на-Дону Алексей Логвиненко 24 декабря 2020 года. В настоящее время территория находится в частной собственности.